# West Yule River
Der West Yule River ist ein Fluss im Nordwesten des australischen Bundesstaates Western Australia. Er liegt in der Region Pilbara.

## Geografie
Der Fluss entspringt auf dem Kamm der Chichester Range, rund 15 Kilometer nördlich der Siedlung Mulga Downs. Er fließt in nördlicher Richtung durch die Yandeyarra Reserve der Aborigines und mündet am Nordrand der Mungaroona Range, etwa 20 Kilometer westlich der Siedlung White Springs in den Cockeraga River.

### Nebenflüsse mit Mündungshöhen
Der West Yule River hat folgende Nebenflüsse:
- Wall Creek – 353 m